# LoliRock
LoliRock é uma série animada de televisão desenvolvida pelos estúdios Marathon, produzida na França por Jean Louis Vandestoc e escrita por Madellaine Paxson. Feita em parceria com a France Télévisions, a série estreou em 23 de setembro de 2014 pelo France 3 A animação mistura elementos de fantasia, inspirados no gênero magical girl japonês, utilizado em animes como Sakura Card Captors, Sailor Moon e a saga Pretty Cure.
A animação conta as histórias de Iris, uma adolescente orfã que ama música e dança. Certo dia, uma banda que leva o nome da animação, chega a sua cidade para uma temporada de testes, com o objetivo de escolher-se o novo membro da LoliRock. Acontece que, na realidade, as garotas da audição eram princesas mágicas que estavam em busca dela [Iris].  Quando Iris faz o teste, várias luzes mágicas aparecem, revelando que ela também é uma princesa do mesmo planeta. Mas diferentemente das outras, ela era filha do rei e da rainha do planeta inteiro. As meninas precisavam de sua ajuda para livrar seu planeta de Gramorr, um homem mau que traiu seus pais para governar Ephedia. O único jeito de derrotá-lo era recuperar todas as pedras da coroa de sua mãe que foram enviadas à Terra no dia que Gramorr dominou Ephedia. Quando as meninas conseguissem as pedras, elas retornariam à Ephedia para derrotar Gramorr. Mas, para isso, elas não poderiam revelar sua identidade para ninguém. De repente, a vida de Iris muda, e ela tem que se dividir entre a música e um reino desconhecido, que precisa de sua ajuda.
Antes da estreia na televisão, houve uma apresentação do show pelo YouTube, no dia 17 de Outubro de 2013, aonde foram revelados os personagens do show, com narração em inglês da personagem principal, e a primeira música nomeada como Music Revolution. A canção Firework da cantora norte-americana Katy Perry foi utilizada como fundo na primeira parte do vídeo. O show também ganhou uma conta no Youtube.
No Brasil marcou estreia em 25 de maio de 2015 pelo canal infantil Gloob,. A 2ª temporada, no entanto, nunca foi estreada devido à impopularidade da série. Isso fez com que apenas a primeira temporada tenha sido traduzida e dublada para o português brasileiro.
Em Portugal, a 1ª temporada estreou em 1 de abril de 2015 no Canal Panda, e a 2ª no dia 1 de maio de 2017.
A 3ª temporada de LoliRock foi anunciada pela primeira vez em 2023 por Jean-Louis Vandestoc no Instagram. Atualmente, no dia 16 de Junho de 2024, foi revelado pelo Disney Channel Japão no X (Twitter), que a 3ª Temporada será lançada no início de 2026.

## Piloto
A ação do programa é definida em um reino chamado Ephedia, que é retratado como uma utopia controlada por um homem chamado Gramorr. No passado, o reino era governado por um rei e uma rainha, que são na verdade os pais da personagem principal, e que perderam o trono quando as Preciosas Pedras do Oráculo se perderam na Terra. Agora estão presos por Gramorr, que é na verdade irmão do rei, e procura as Preciosas Pedras do Oráculo, que darão para ele o poder de controlar todos os mundos. Os governantes tem uma filha chamada Iris (que é a personagem principal), que depois do seu desaparecimento, ficou sendo cuidada por sua tia, na Terra.
Alguns anos depois da conquista, Iris já é uma adolescente sonhadora, com uma voz bela e que cursa o ensino médio. A vida de Iris muda radicalmente quando ela descobre que a banda LoliRock esta fazendo testes para novas integrantes. Ela então decide que deve participar do teste. Assim que ela começa a cantar, ela é cercada pelo brilho de mil luzes mágicas na cor rosa. Mal sabia ela que as estrelas do LoliRock, Talia e Auriana, estavam procurando a última princesa que estava faltando para o grupo, que vinha a ser a própria Iris. A menina então se junta ao grupo como vocalista, e descobre que ela é princesa de um reino chamado Ephedia. 
Além de turnês lotadas, elas também terão que salvar o mundo das forças do malvado Gramorr, tentando juntar as pedras preciosas que devem ser colocadas na coroa de Ephedia, devolvendo o reino aos seus governantes originais.

## Produção

### Desenvolvimento
| “ | Lolirock é algo novo, contemporâneo, sobre o que é ser uma menina hoje, repleto de música e aventuras mágicas, com a noção mais importante de justiça no mundo adolescente de hoje. | ” |

LoliRock foi anunciada em 2013 como uma série animada de 26 minutos de duração por episódio, produzida pela Marathon, em parceria com a France Télévisions e com o Disney Channel da França. Focada em crianças de 6 aos 12 anos, ela segue as aventuras de Iris, uma adolescente que divide a sua vida entre concertos com a sua banda de rock e a sua vida como princesa de um reino distante. A música é o foco principal do concerto, que foi planeado para ganhar um grande investimento da Marathon Media. Como parte do plano de marketing, a animação teria cinco vídeos animados lançados nas redes sociais e no YouTube, antes da estreia na televisão. Além disso, seriam lançadas bandas LoliRock nas principais regiões da França, e posteriormente de outros países onde o concerto deveria ganhar grandes proporções. A série é escrita por Madellaine Paxson, que trabalhou em animações famosas como Lilo & Stitch, Tarzan e Kim Possible. A série teve um gasto de 22 milhões para a sua produção. Patricia de Wilde, vice-presidente sénior da Zodiak Kids Consumer Products disse que o concerto destaca-se por mostrar a sua premissa desde o início, diferente da série Totally Spies, que não o fez. Ela também disse que no início, a produção pensou em fazer uma série em live-action, mas acabou por desistir da ideia por que considerava que o mercado de desenhos animados estava melhor para meninas, atualmente. A série estreou a 23 de setembro de 2014.

## Personagens

Personagens principais de LoliRock. Da esquerda para a direita, estão Auriana, Iris e Talia.

### Lolirock:
- Iris: É uma menina de 15 anos, que vive em Sunny Bay. Ela é loira e tem olhos azuis. Iris tem uma grande bondade e um sentimento de justiça que vai lhe ajudar muito no futuro. Adora jardinagem e gosta de cantar, mas cada vez que ela canta algo estranho acontece. Após uma reunião com Talia e Auriana, ela descobre que ela é a princesa Ephedia, um reino mágico governado por Gramorr, e que o seu papel é o de recuperar as Pedras do Oráculo da coroa real. Esta salvaria Ephedia ao derrotar Gramorr de uma vez por todas. É apaixonada por Nathaniel. Sua joia de transformação mágica fica em um pingente, e sua arma é um cetro mágico. Uma vez transformada, a cor de seu cabelo e sua roupa são cor de rosa e seu símbolo é o coração. Ela forma, com Talia e Auriana, uma banda: LoliRock. Iris é a cantora e vocalista principal.
- Talia: É a princesa de Síris (ou Xeris, no inglês). Ela tem 16 anos, cabelos castanhos e olhos cor de mel. É uma menina muito inteligente, pragmática e séria. Presenteada com a magia, ela aprendeu feitiços mais complexos para Iris. Ela foi presa por Gramorr, antes de fugir para ir em busca da princesa de Ephedia com a ajuda de Auriana. Seu objeto de transformação é uma pulseira, e sua arma é um longo bastão-varinha mágico. Uma vez transformada, a cor de seu cabelo fica da cor azul claro e sua roupa é azul, seu símbolo é o cristal de quatro pontas. Na banda, Talia toca synth e canta.
- Auriana: É a princesa de Volta. Ela tem 15 anos, cabelos vermelhos e olhos verdes. Ela é borbulhante e alegre. Foi ela quem teve a ideia de nomear o grupo LoliRock. Seu objeto de transformação é um anel, e sua arma é uma fita de dança rítmica. Uma vez transformada, a cor de seu cabelo e sua roupa são de cor laranja, seu símbolo é a lua crescente. Na banda, Auriana toca pandeiro meia lua (pandeirola) e canta.
- Carissa: É a princesa de Calix, e é uma protagonista secundária em LoliRock. Sua estreia é no episódio "De Volta Para Casa Parte I". Ela tem 15 anos, cabelos ruivos e olhos azuis. É uma menina muito corajosa, heróica, e de espírito livre. Uma vez transformada, a cor de seu cabelo e sua roupa ficam da cor roxa, seu símbolo é uma estrela de três pontas. Sua joia mágica e item de transformação é uma braçadeira de estrela que ela usa no braço esquerdo. Ela se destaca no combate corpo-a-corpo e usa maracas como sua arma, que a auxiliam principalmente no esmagamento de seus adversários e à ajuda a lançar feitiços.
- Lyna: É a princesa de Borealis, uma ilha em Ephedia caracterizada pelas flores de lótus. Ela é uma protagonista secundária em LoliRock. Sua estreia é no episódio "De Volta Para Casa Parte I". Ela tem 16 anos, possui traços asiáticos marcantes, seus cabelos são longos, lisos e pretos, e seus olhos são roxos. Uma vez transformada, a cor de seu cabelo e sua roupa ficam da cor verde-jade, seu símbolo é uma flor-de-lis. Sua joia mágica e item de transformação é um talismã que fica preso em seu cabelo. Ela costuma usar feitiços de levitação no campo de batalha e usa um anel Chakram como sua arma.

### Vilões
- Gramorr: Depois de ter traído o casal real de Ephedia, Gramorr assumiu o controle da Ephedia, mas, para ter o controle total sobre o reino, ele tinha de se apossar da coroa real, porém, antes que conseguisse tal feito, esta foi protegida por um feitiço. Agora com a coroa incompleta, Gramor envia Mephisto e Praxina para encontrarem as Pedras do Oráculo que completam a coroa, e a princesa Iris é a única que pode parar o seu plano maligno.
- Praxina: Irmã gêmea de Mephisto. Ela gosta de menosprezar as pessoas, especialmente os seus inimigos e seu irmão, lembrando-lhe que ela nasceu antes. Ela tem um caráter forte e muitas vezes implica com o irmão. Ela é enviada à Terra por Gramorr para evitar que as princesas reúnam as safiras. Sua cor é o vermelho.
- Mephisto: Irmão gémeo de Praxina. Ele gosta de destruir as coisas. É um pouco brega e desajeitado, o que muitas vezes dificulta a sua irmã Praxina, gerando discussões. Ele é enviado à Terra por Gramorr para evitar que as princesas reúnam as Pedras do Oráculo. Sua cor é o verde.

### Outros personagens
- Tia Ellen: adotou Iris quando ela era um bebê, quando ela foi enviada à Terra por sua mãe, a fim de manter ela segura. Tia Ellen é um tipo de pessoa muito agradável. Ela tem uma forte relação com Iris. Na segunda temporada, é revelado que ela também é uma Ephidiana, e que foi enviada à Terra juntamente com Iris como guardiã da princesa, sendo seu nome verdadeiro Allira.
- Nathaniel: É o melhor amigo de Iris, que ela chama de Nath. Ele é gentil e atencioso. Sempre procura incentivar às amigas com bondade e com um pouco de humor. Ele é apaixonado por Iris.
- Amaru: É o mascote das Lolirock. Ele tem a capacidade de se transformar em um cavalo alado mágico para ajudar as princesas. Ele também tem o poder de criar uma arena especial para permitir as princesas combaterem o mal sem que os civis as vejam ou fiquem em perigo.
- Izira: É a princesa herdeira de Síris (ou Xeris, no inglês), e é a irmã mais velha de Talia. É uma menina forte e disciplinada assim como Talia, sendo muito poderosa. Ela tem 25 anos, possui longos cabelos azuis claros praticamente brancos que geralmente estão presos, e seus olhos são da cor rosa. Seu objeto de transformação e arma, é um medalhão mágico que invocava todo o seu grande poder. Uma vez transformada, a cor de sua roupa é azul escuro, e seu símbolo são três cristais de quatro pontas. Na noite em que o planeta Síris é destruído, Izira é capturada por Gramorr. Ela estava presa nas profundezas escuras do principal castelo de Ephedia, mas no episódio De Volta Para Casa Parte 1, ela encontra Talia e diz que conseguiu escapar com ajuda das novas princesas Lyna e Carissa.
- Doug: É um dos maiores fãs da LoliRock. Ele tem um blog especial para a LoliRock, sendo certas vezes muito intrometido e inconveniente. Doug tem uma queda por Auriana.

## Música
As músicas para o show serão produzidas pelo renomado estúdio Yellow Shark, e deve se tornar o ponto principal para o show. Também existiram bandas de verdade com a mesma aparência das três personagens principais nos principais locais aonde o show deve ganhar uma enorme quantidade de fãs. Até agora, não foi informado quem serão as responsáveis pelas vozes das personagens principais. A música do show será inspirada no gênero K-pop e nas músicas da cantora Katy Perry.
A canção de abertura da série é "Rêve Idéal".
As canções foram compostas por Norbert Gilbert e YELLOWSHARK MUSIC, com as letras de Yasmin Shah e Philippe Félidat, e interpretadas por Cassandre Berger.
| Título            | Título       | Título                 |                         | Duração |
| França            | EUA          | Brasil                 | Portugal                | Duração |
| ----------------- | ------------ | ---------------------- | ----------------------- | ------- |
| Pop Révolution    | Revolution   | Festa no Planeta       | Revolução Musical       | 3:06    |
| Rêve Idéal        | Higher       | Bem Alto               | Deixa a música levar-te | 2:58    |
| Une Vie Magique   | We Are Magic | Pura Magia             | Somos Magia             | 3:08    |
| Amies Pour la Vie | BFF          | BFF Para Sempre Amigas | BFF Amizade Eterna      | 3:01    |
| Planète Pop       | Celebrate    | Comemorar              | Celebrar                | 3:16    |

## Mídias

### Livros
Uma série de livros de romance será lançada pela Hachette Jeunesse, baseada no show, como parte do plano de marketing planejado pela Zodiak Kids Consumer Products, além de uma linha de materiais escolares, e um lançamento em home vídeo.

### Aplicativo para celular
O show também terá um aplicativo gratuito para celular com músicas, coreografias e karaokê relacionadas à série.